# Grande arconte
Grande arconte (em grego: μέγας ἄρχων; romaniz.: mégas archon) foi um título bizantino. Aparece originalmente como uma tradução de títulos estrangeiros como grão-príncipe ou grão-duque. Em meados do século XIII, foi estabelecido como uma espécia de posição cortesão, retida pelo oficial de mais alta posição no séquito do imperador. Existiu por todo o período Paleólogo, mas não teve nenhuma função específica e foi uma mera dignidade honorífica situada na trigésima quinta posição na hierarquia imperial.